# Cloud Gate
A Cloud Gate egy tükröződő, csepp formájú köztéri műalkotás, melyet Anish Kapoor tervezett. Chicagóban található a Millennium Parkban.

## Érdekességek
- A Cloud Gate többször is feltűnik a Forráskód (2011) című amerikai sci-fi akció-thrillerfilmben Stevens százados emlékképeiben, majd a film végére a valóságban is meglátogatja.